# Francesco Grisi (soprano)
Francesco Grisi (Ala, 1709 – Ala, 22 settembre 1782) è stato un soprano italiano.

## Biografia
Ancor giovane, per volontà del conte Girolamo Bucelleni di Brescia canonico della cattedrale di Trento, fu condotto a Mantova, o a Brescia, dove ebbe la sua educazione musicale.
Nel 1720 cantava nella parrocchiale di Ala. In quello stesso anno, anche se per poco tempo, fece parte della cappella musicale del Duomo di Trento. 
Dal 1730 ebbe inizio la sua attività nei vari teatri d'Europa: Brescia, Venezia, Lisbona, Madrid, Vienna, Roma.
Ritiratosi in patria impiegò i frutti del suo lavoro associandosi il 2 maggio 1757 ad una fabbrica di velluti, società che fu rinnovata negli anni a seguire. 
Nel frattempo rimase in corrispondenza con Pietro Metastasio. Ultimo suo atto noto è una dichiarazione del 1782 a favore delle capacità sul canto gregoriano di don Sigismondo Poli; si firmava Professore di Musica. 